# 尼古拉·温古雷亚努
尼古拉·温古雷亚努（羅馬尼亞語：Nicolae Ungureanu，1956年10月11日—），罗马尼亚男子足球运动员，司职后卫。他曾代表罗马尼亚国家队参加1984年欧洲足球锦标赛，结果队伍止步小组赛阶段。